# BenJarvus Green-Ellis
Ne doit pas être confondu avec Jarvis Green.
(en) Statistiques sur pro-football-reference
BenJarvus Jeremy Green-Ellis, né le 2 juillet 1985 à La Nouvelle-Orléans (Louisiane), est un joueur américain de football américain évoluant au poste de running back.
Étudiant à l'Université du Mississippi, il joua pour les Ole Miss Rebels.
Il ne fut pas drafté mais signé par les Patriots de la Nouvelle-Angleterre en 2008. En 2012, il rejoint les Bengals de Cincinnati, qui le libèrent en septembre 2014.